# Tenjo Ayu
Tenjo Ayu is een bestuurslaag in het regentschap Serang van de provincie Banten, Indonesië. Tenjo Ayu telt 3932 inwoners (volkstelling 2010).